# ウキツリボク
ウキツリボク（浮釣木; 学名: Callianthe megapotamica）は、アオイ科ショウジョウカ属）の常緑低木。ブラジル原産。吊り下げたランタンに見立てられる赤と黄色のコントラストが、鮮やかな花を咲かせ、温室栽培や、鉢植え・地植えの庭木として観賞用に栽培される。園芸においてはチロリアンランプとも呼ばれる。
1842年以来イチビ属（Abutilon）の1種として知られてきたが、2010年代前半に米国国立植物標本館所属のローレンス・ジョゼフ・ドアによりCallianthe属に組み替えられた。

## 特徴

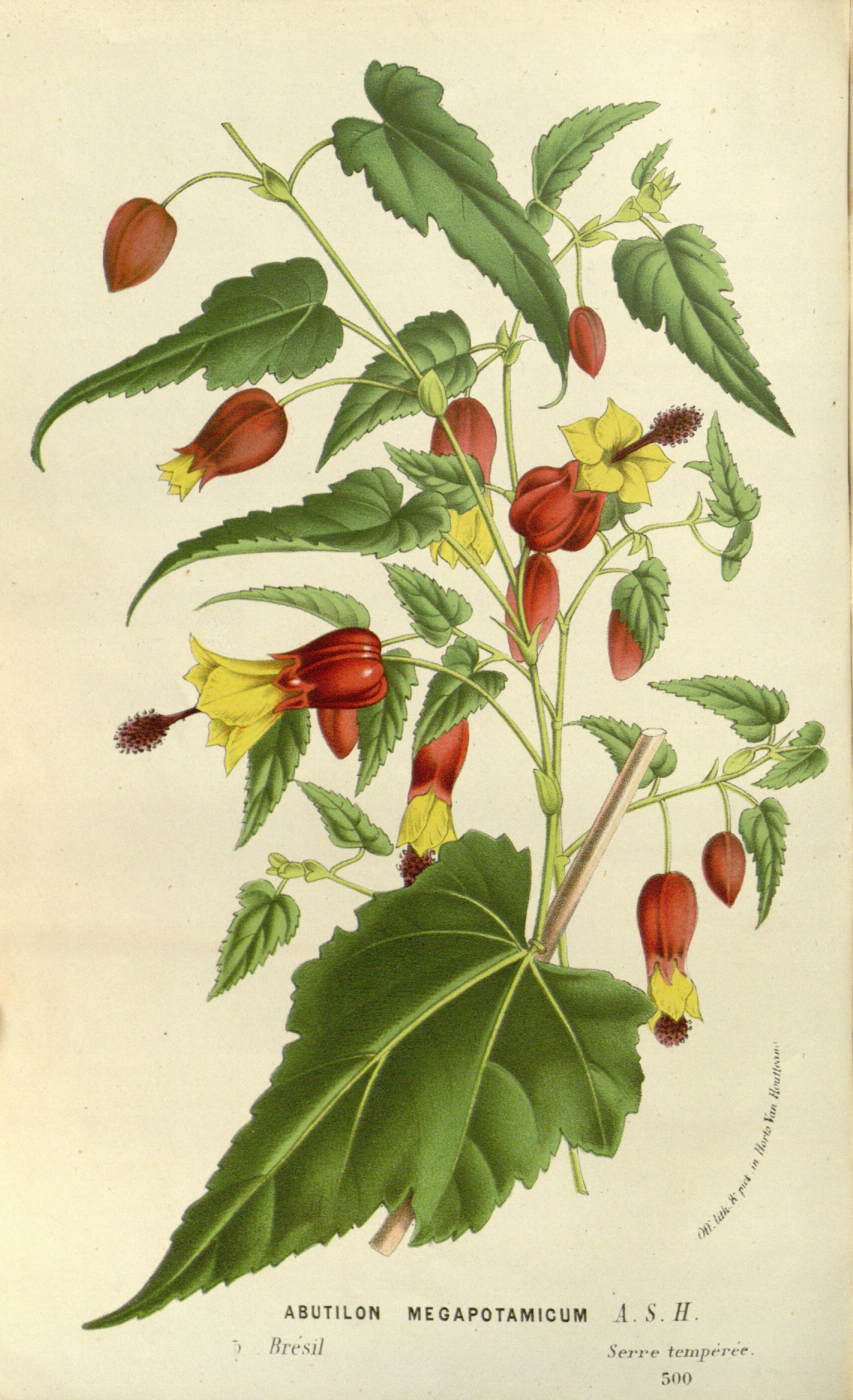
ルイ・ヴァン・ホウテ編『ヨーロッパの植物』の図版（1860年代）

### 形態
野生では樹高約1.5メートル。ただし品種や環境により、自立する低木からほぼ平伏するものまで様々である。枝は細くて表皮は堅い。葉は長さ5-11センチメートル、互生して托葉があり、ハート形-長披針形で尖端は鋭角に尖り、縁にはふぞろいな鋸歯を持つ。花は葉腋から細長い花柄を伸ばし下垂する。花弁の一部にも見える鮮赤色の部分は実際には萼で、5稜のある筒状で端は5つに裂ける。その萼の中から、5枚の鮮黄色の花弁がのぞき、萼とのコントラストが美しい。花径は3cmほど。さらに花弁の中心からは、赤紫色-濃菫色の雄蕊が突出する。花は十分に温暖な環境ならば通年見られるが、やや気温の下がる地域（日本など）では春から秋にかけてとなる。

### 分布
ブラジル（具体的には南部のリオグランデ・ド・スル州およびサンタカタリーナ州）原産で、現在は世界の熱帯・亜熱帯に広く分布。日当たりの良い場所か明るい日陰、水はけの良い土壌を好む。日本へは、繊維植物として、インドから中国経由で輸入された。

### 利用
観賞用に栽培される。熱帯原産の植物なので温室栽培が基本であるが、比較的耐寒性もあり日本でも関東南部以西では露地植えが可能。春から秋にかけての比較的長い期間、特徴的な花を楽しむことができる。新芽を切り取り、挿し芽で増やすことができる。低温域や、強い降霜・積雪のある地域では鉢植えに仕立て、冬季のみ屋内に取り込むとよい。幹や枝は細く、大きく生長したものでは支柱が必要となる。支柱を用いることで生垣などに仕立てることも可能である。

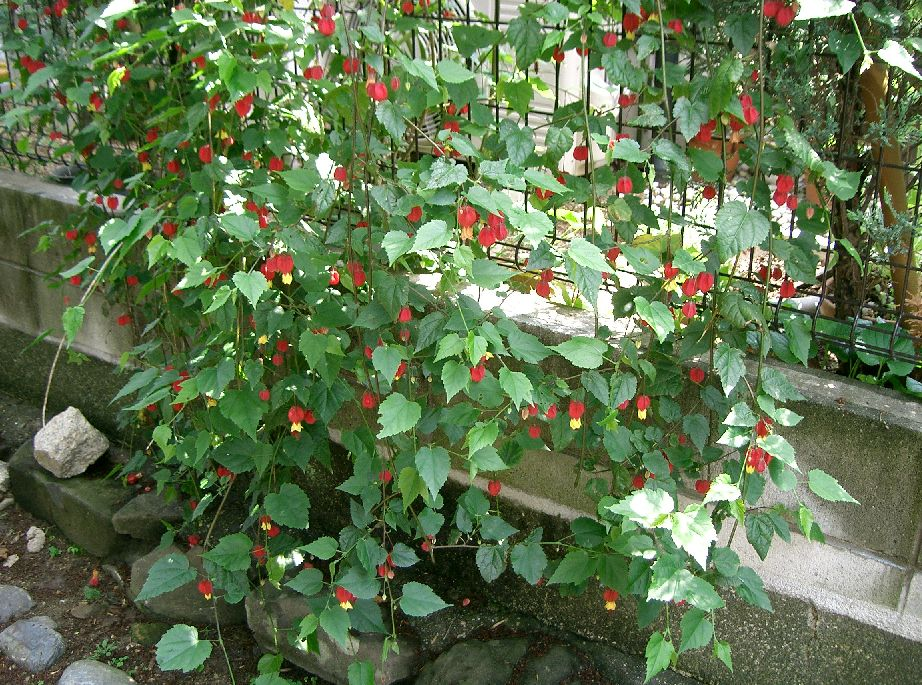
垣根に這わせた例
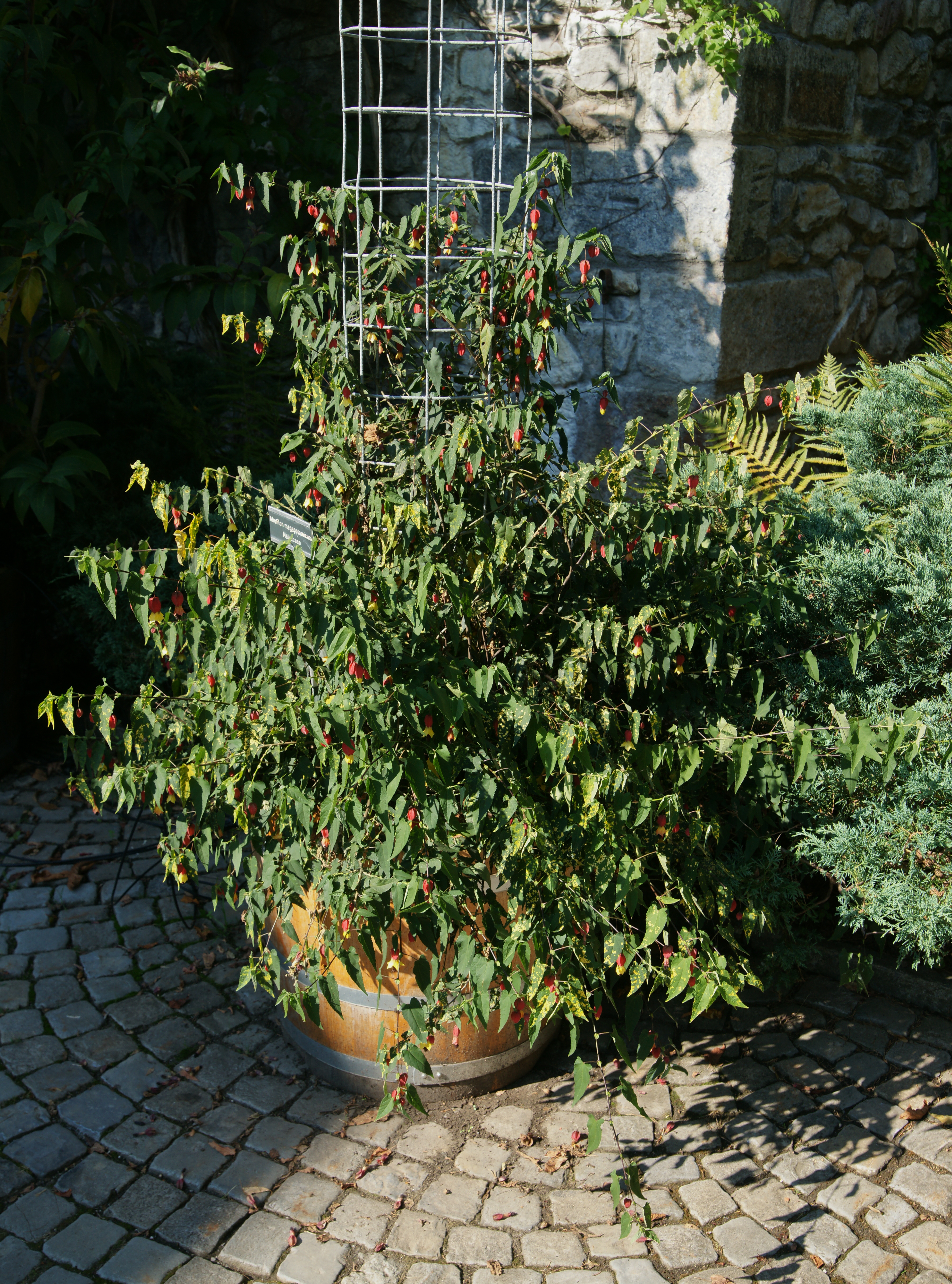
鉢植えの例
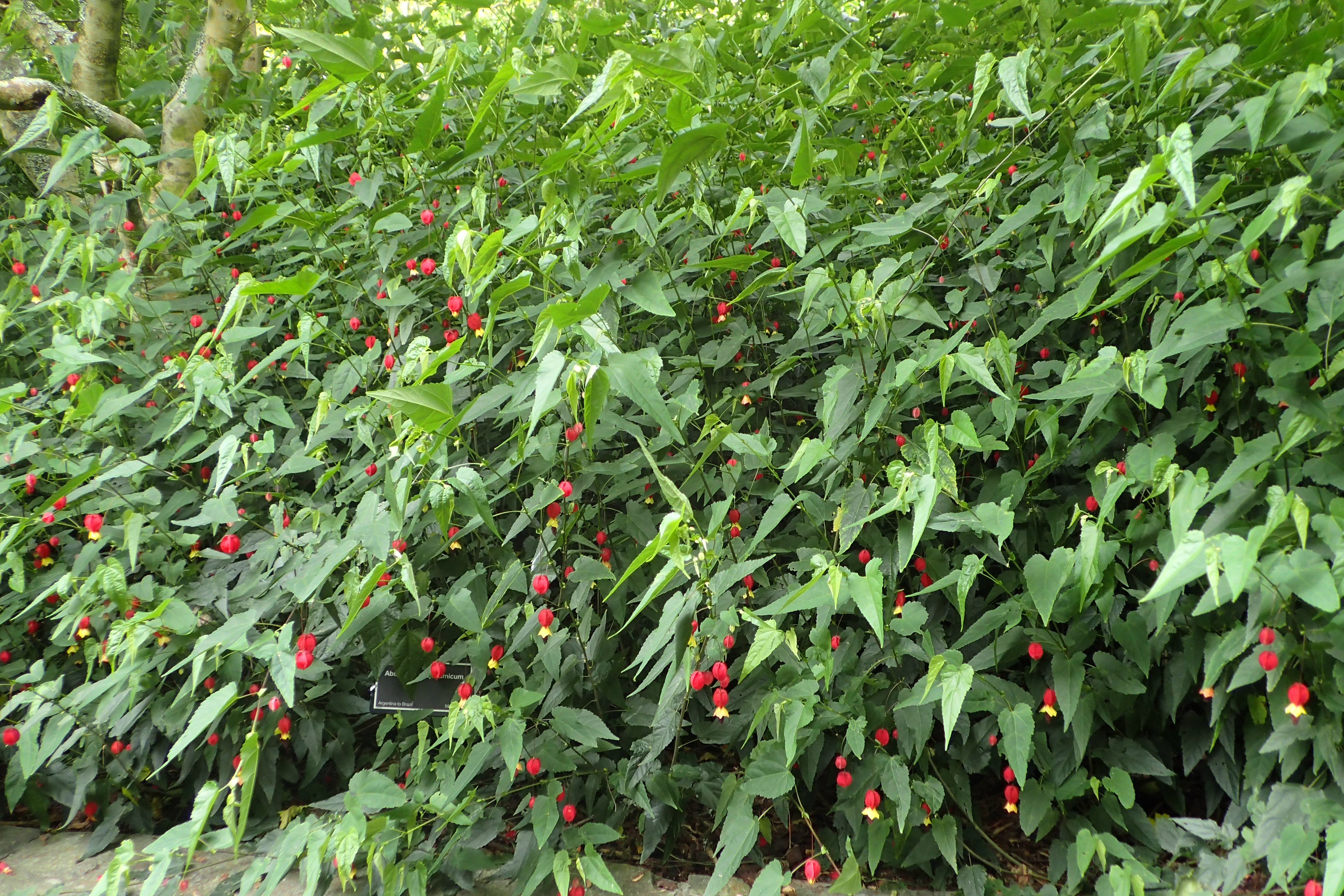
地植えの例
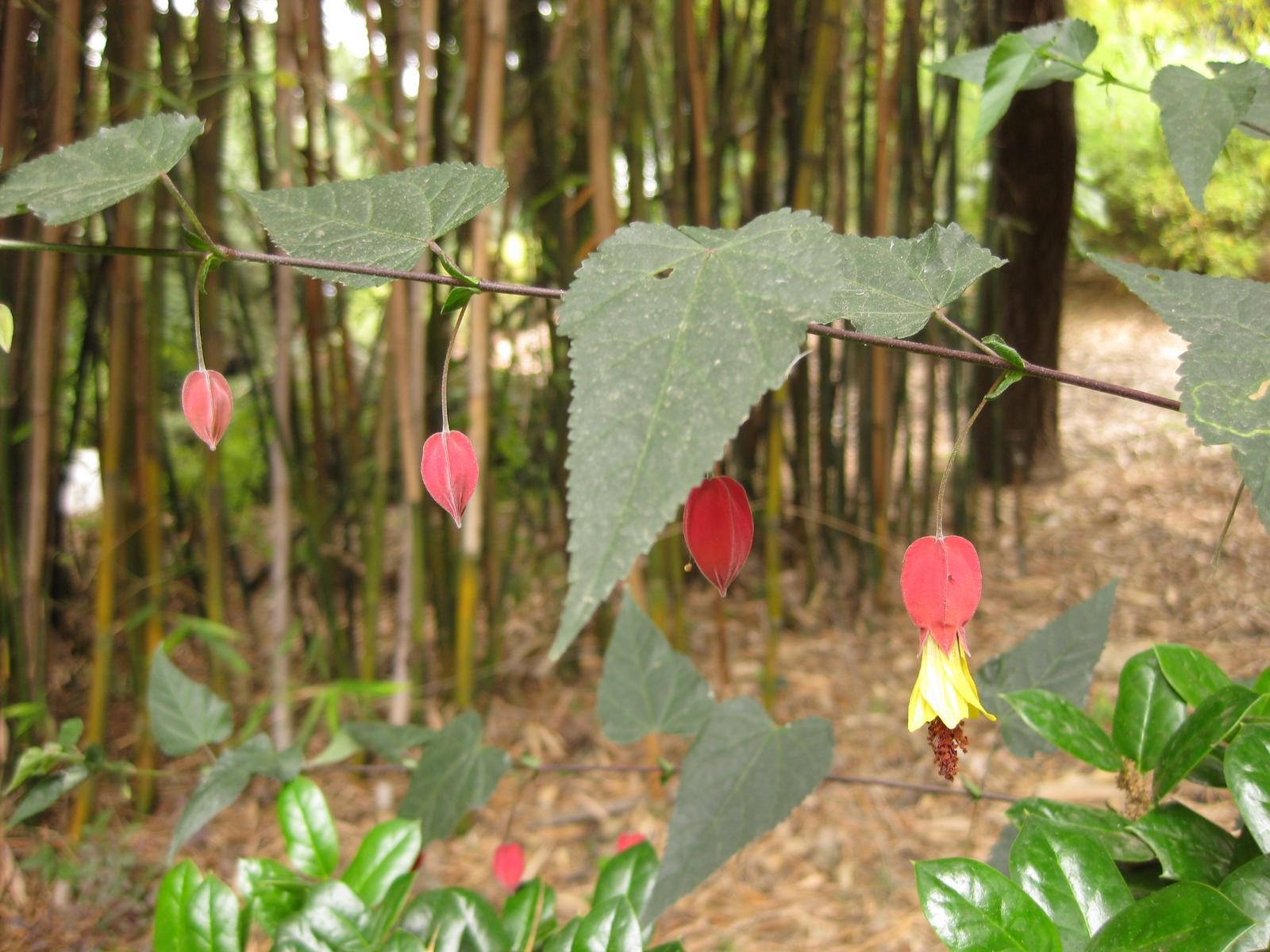
花は腋生する

## 名称
和名ウキツリボク（浮釣木）は、細い花柄からぶら下がった花が宙に浮いているように見えることから。園芸植物としてはチロリアンランプの呼称もある。
英名は trailing abutilon（つる性のアブチロン）、原産地から Brazilian abutilon など。赤と黄色の花を灯火に見立てた Chinese lantern の呼称もあるが、これはショウジョウカやアブチロン属の園芸品種群（Abutilon × hybridum、フイリアブチロン）の花も含んだ呼称のため注意を要する。

## 近縁種
- アブチロン・ミレリ（Abutilon × milleri）[4] - ウキツリボクとショウジョウカ（Callianthe picta (Gilles ex Hook. & Arn.) Donnell; シノニム: Abutilon pictum (Gilles ex Hook. & Arn.) Walp.）との自然交雑種。ウキツリボクに似た花をつける低木だが、萼は暗赤色-暗紫色で、黄～橙色の花弁に脈が入る特徴がある[3][4]。
- アブチロン・ヒブリドゥム（Abutilon × hybridum）[4] - アブチロン属の種間雑種や突然変異から選抜された園芸品種群。ウキツリボクも交雑親としてよく用いられる[14]。園芸においてはアブチロン属のうち、観賞用に用いられる種（ウキツリボク、ショウジョウカ、アブチロン・ヒブリドゥム等）を総称して「アブチロン」と呼ぶ場合があるが[8][14]、植物分類上は別種である。